# Яньбянь
Яньбя́нь (кит. упр. 盐边, пиньинь Yánbiān, буквально: «рядом с уездом Яньюань») — уезд городского округа Паньчжихуа провинции Сычуань (КНР).

## История
При империи Цин эти земли входили в состав уезда Яньюань (盐源县). В 1909 году был учреждён Яньбяньский комиссариат (盐边厅). После Синьхайской революции комиссариат был в 1913 году преобразован в уезд.
В 1939 году была образована провинция Сикан, и уезд вошёл в её состав. В 1950 году в провинции Сикан был образован Специальный район Сичан (西昌专区), в состав которого попал и уезд Яньбянь. В 1955 году провинция Сикан была расформирована, и Специальный район Сичан был передан в состав провинции Сычуань. В 1970 году Специальный район Сичан был переименован в Округ Сичан (西昌地区). В 1978 году округ Сичан был расформирован, и уезд Яньбянь был передан под юрисдикцию городского округа Дукоу. В 1987 году Дукоу был переименован в Паньчжихуа.

## Административное деление
Уезд Яньбянь делится на 4 посёлка, 5 волостей и 7 национальных волостей.